# Barbie Fairytopia: Mermaidia
Barbie Fairytopia: Mermaidia é um filme de animação estadunidense de 2006, produzido pela Mainframe Entertainment, distribuído pela Mattel em parceria com a Universal Studios e protagonizado pela famosa boneca Barbie. É a sequência de Barbie Fairytopia e o sétimo lançamento da série cinematográfica animada por computador de Barbie. Seu lançamento ocorreu diretamente em vídeo em 14 de março de 2006, gerando uma grande linha de produtos licenciados. O filme foi dirigido por Walther P. Martishius, com um roteiro escrito por Elise Allen e Diane Duane.
O longa-metragem segue logo após os eventos de Barbie Fairytopia, concentrando-se em Fada do Campo, "interpretada" por Barbie, e em uma sereia chamada Nori que tentam resgatar Nalu, um príncipe tritão, que fora sequestrado por Laverna. O filme contém a voz de Kelly Sheridan como Fada do Campo em sua versão original.

## Enredo
No filme anterior Fada do Campo ganha asas e a maldosa Laverna é exilada no pântano além dos rios. Agora Nalu, o príncipe do reino submarino de Mermaidia, é raptado pelos fungos de Laverna, e pede a uma Borboleta do Mar que avise Fada do Campo que ele corre perigo, pois acredita que ela poderá salvá-lo. Assim que recebem o recado, Fada e Bibble voam até a Enseada de Cristal e lá encontram Nori, a melhor amiga de Nalu, que (não tão) secretamente é apaixonada por ele. Eles comem uma alga que os permite respirar debaixo d’água e junto com a sereia vão até o oráculo Delfine, a única que pode dizer como encontrar o príncipe. Delfine dá um colar de pérolas mágicas para Fada e diz que elas podem transformá-la numa sereia. Mas se a última pérola ficar branca e ela estiver debaixo d’água ficará como sereia para sempre!
Para descobrir onde está Nalu, Fada do Campo e Nori terão de entrar nas Profundezas do Desespero e procurar o Espelho da Neblina, que lhes mostrará onde está o príncipe. Para chegar às Profundezas do Desespero onde a correnteza é muito forte, a Fada do Campo precisou trocar suas asas por uma cauda de sereia e se transformou na Fada das Águas. O espelho lhes mostra onde é o cativeiro de Nalu: um pomar secreto onde nascem frutas mágicas, e que para chegar é preciso passar por perigosas fontes de água fervente. Chegando ao pomar, Bibble distrai os fungos enquanto Fada e Nori libertam o príncipe.
Elas descobrem que os Fungos querem entregar uma raríssima fruta da imunidade para Laverna. Esta frutinha protege quem comê-la, fazendo com que não seja atingindo por nenhum tipo de mágica. Nalu diz para suas amigas que não pode ir embora pois os fungos ameaçaram usar uma poção venenosa que acabará com toda a vida submarina de Mermaidia; sendo assim Nalu, Fada, Nori e Bibble se unem e lutam contra os fungos para tomar deles a fruta da imunidade. Quando os fungos ficam sem a fruta ameaçam derramar a poção no mesmo instante em que Fada sai da água, pois a última pérola está ficando branca. Fada entrega a fruta da imunidade para o Fungo e impede que o veneno se espalhe pelas águas de Mermaidia.
Nalu fica arrasado por saber que Laverna, ao comer da fruta encantada, terá poder para destruir Mermaidia, no entanto Nori ri e diz para ele que ela e Fada falsificaram a fruta da imunidade e a verdadeira foi escondida por Bibble. Na verdade a fruta que os Fungos levaram foi a fruta que mostra seu verdadeiro eu; uma fruta que tem o poder de mostrar o íntimo das pessoas. Nesse momento Fada chega onde estão Nalu e Nori e eles percebem que ela está muito triste por ter que ser uma sereia para sempre. Então Nori tem a ideia de que se Fada comer a fruta que mostra o verdadeiro eu, poderá voltar a ser uma fada! Fada do Campo teme que se comer desta fruta seu verdadeiro eu seja revelado e ela volte a ser uma fada sem asas, mesmo assim morde a fruta e começa a se transformar…
Asas muito maiores e mais bonitas que as anteriores aparecem e enquanto ela comemora com Bibble, Nalu e Nori, aproveita para unir o casal. Enquanto isso, no pântano além dos rios, Laverna come a falsa fruta da imunidade e se transforma em sapo! Novamente ela jura vingança quando os Fungos dizem a ela que só pode ter sido um truque da Fada do Campo. Nesse momento Fada e Bibble chegam ao Jardim Mágico e são recebidos pelas amigas Dandelion e Azura, e esta lhe comunica que em breve ela terá uma grande missão!

## Elenco
Kelly Sheridan como Elina
Rupert Murdoch como bible
Kathelen Baar como Nori
Adrian Petriw como Nalu
Anjelica Huston como laverna
Anna Madson Zu como Azura